# Jakob pri Šentjurju
Jakob pri Šentjurju je naselje v Občini Šentjur.
Jakob pri Šentjurju leži ob cesti Šentjur -  Laško vzhodno od potoka
Kozarica.